# Володава
Волода́ва (пол. Włodawa) — місто у східній частині Польщі, над річками Володавкою і Бугом, адміністративний центр Володавського повіту Люблінського воєводства. До операції «Вісла» місто мало значну українську громаду, яка наприкінці 1940-х років була насильницьки звідси виселена.

## Історія

### Найдавніша історія та середньовіччя
Володава у давньоруський час безперечно належала до Волинської землі, проте до якого центру тяжіла, встановити важко. Розташована на межі Підляшшя та Холмщини Володава пізніше відійшла до Великого князівства Литовського, південна межа якого проходила по р. Володавка. Зокрема, у XIV ст. Володава відійшла до Троцької землі, яка у XV ст. стала Троцьким воєводством. Володава входила до його складу до 1520 року, коли з сильно витягнутого Троцького воєводства виділили Підляське воєводство, до складу Берестейської землі якого входила Володава. У 1566 році з Підляського воєводство було вилучено Берестейську, Кам'янецьку та Кобринську землю, з яких було утворено нове Берестейське воєводство. У ньому Володава перебувала аж до поділів Польщі.
Літопис Руський уперше Володаву згадує по навалі Батия 1242 року:
«А коли Данило перебував у Холмі, прибіг до нього половчин його, на ім'я Актай, кажучи: „Батий уже вернувся з Угрів і одрядив на тебе двох богатирів, Манмана і Балая, щоб знайти тебе“. Данило Галицький тоді, заперши Холм, поїхав у Володимир до брата свого Василька і взяв із собою Курила-митрополита. А татари пустошили до [города] Володави і по озерах, і вернулися, багато лиха натворивши».
Досі залишається не з'ясованим точне розташування городища давньоруського часу у Володаві. Воно могло розташовуватися на одному з узвиш над Бугом (над вул. Підзамчя) Це могло бути місце сучасної школи, ділянка недобудованої споруди по вул. Кляшторній, ділянка узвишшя над нижньою течією Влодавки на схід від вулиці Підзамчя. Теоретично придатне місце для такого городища існує також між вулицями Кривою та Вейською (біля пункту відстою вантажівок). Ця ділянка до того ж найближча до гирла річки Володавки.
1501 року вперше згадується православна церква в місті.

### У складі Російської імперії
1842 року в місті зведено православну церкву, після 1875 року її перебудовано. За даними етнографічної експедиції 1869—1870 років під керівництвом Павла Чубинського, у селі переважно проживали греко-католики, які розмовляли українською мовою. 1872 року місцева греко-католицька парафія налічувала 2081 вірянина.

### У міжвоєнній Польщі

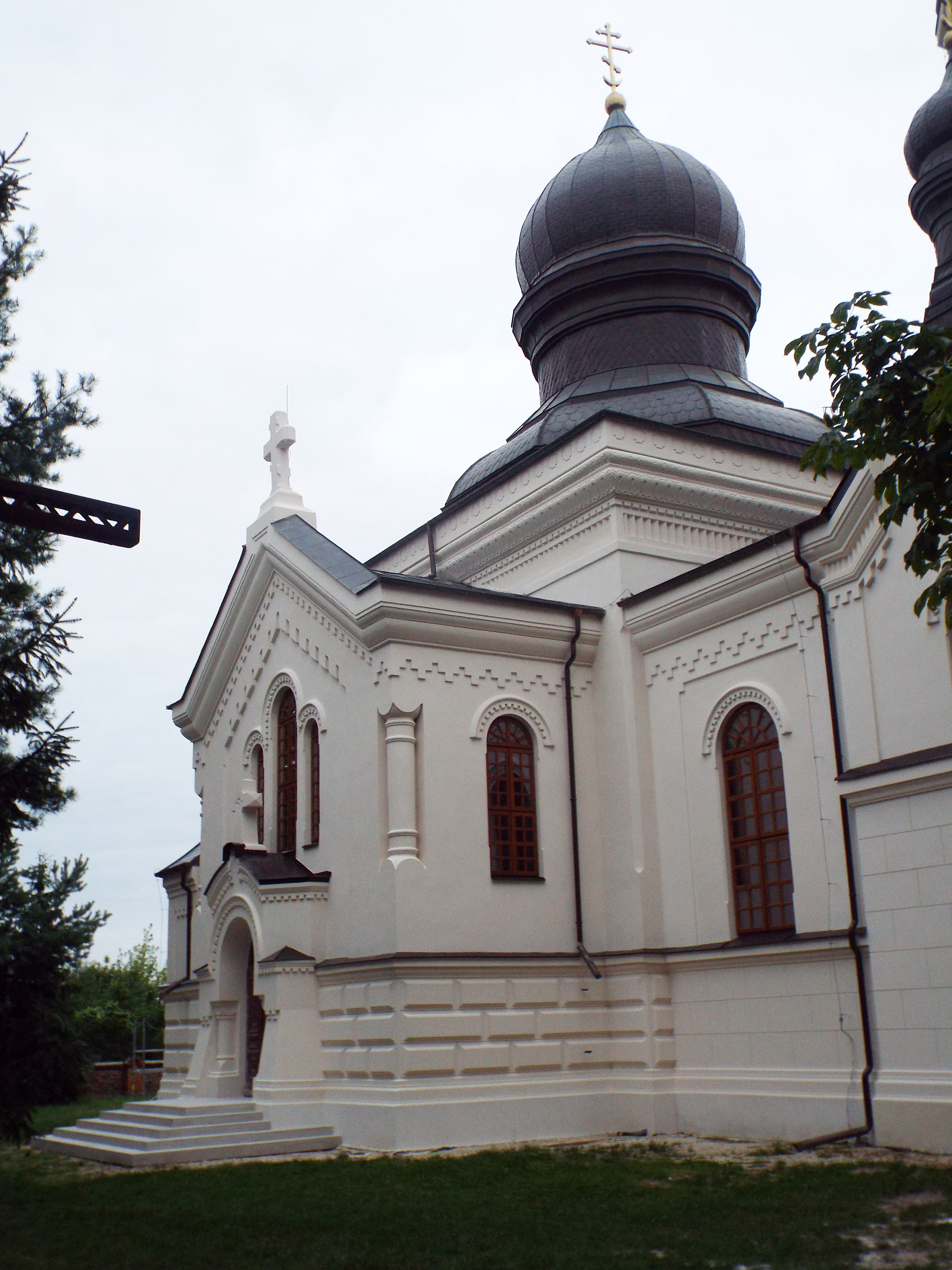
Православна церква Різдва Пресвятої Богородиці у Володаві (2019

У міжвоєнний час і під час окупації у православній церкві Володави диригував хором колишній солдат УНР Прокоп Вовнюк.

### Друга світова війна

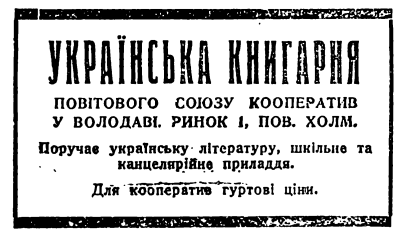
Українська книгарня у Володаві. 1944 рік.

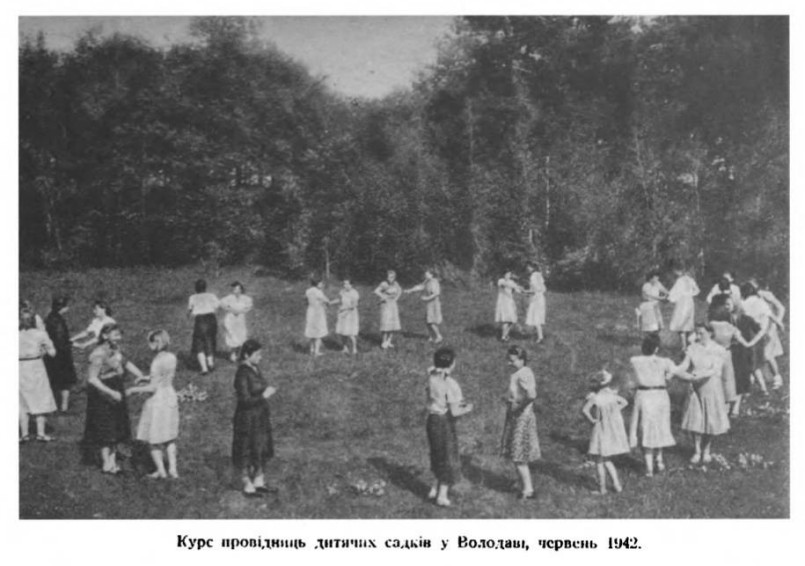
Курс провідниць українських дитячих садків у Володаві в червні 1942 року.

Під час Другої світової війни, за німецької окупації міста в 1939—1944 роках, у Володаві працювали українські народня, господинська і торговельна школи, діяли Український Центральний Комітет, Повітовий Союз Кооперативів, товариство «Школа», українські крамниці, Український Допомоговий Комітет. Дворічна українська торговельна школа у Володаві була відкрита в 1940 році за підтримки Українського Допомогового Комітету у Кракові, учителем у ній зокрема працював український поет Сергій Кушніренко. Український Допомоговий Комітет діяв під керівництвом Олега Залізняка. Були організовані драматичні гуртки, хори і кооперативи. Відроджувалося церковно-релігійне життя раніше забороненого українського православ'я. Володавська церква була свідком відправ хіротонії професора Огієнка, у майбутньому митрополита Іларіона. На теренах Володавщини діяла мережа ОУН, розбудована Дмитром Перешлюгою, який загинув пізніше від рук гестапівців.

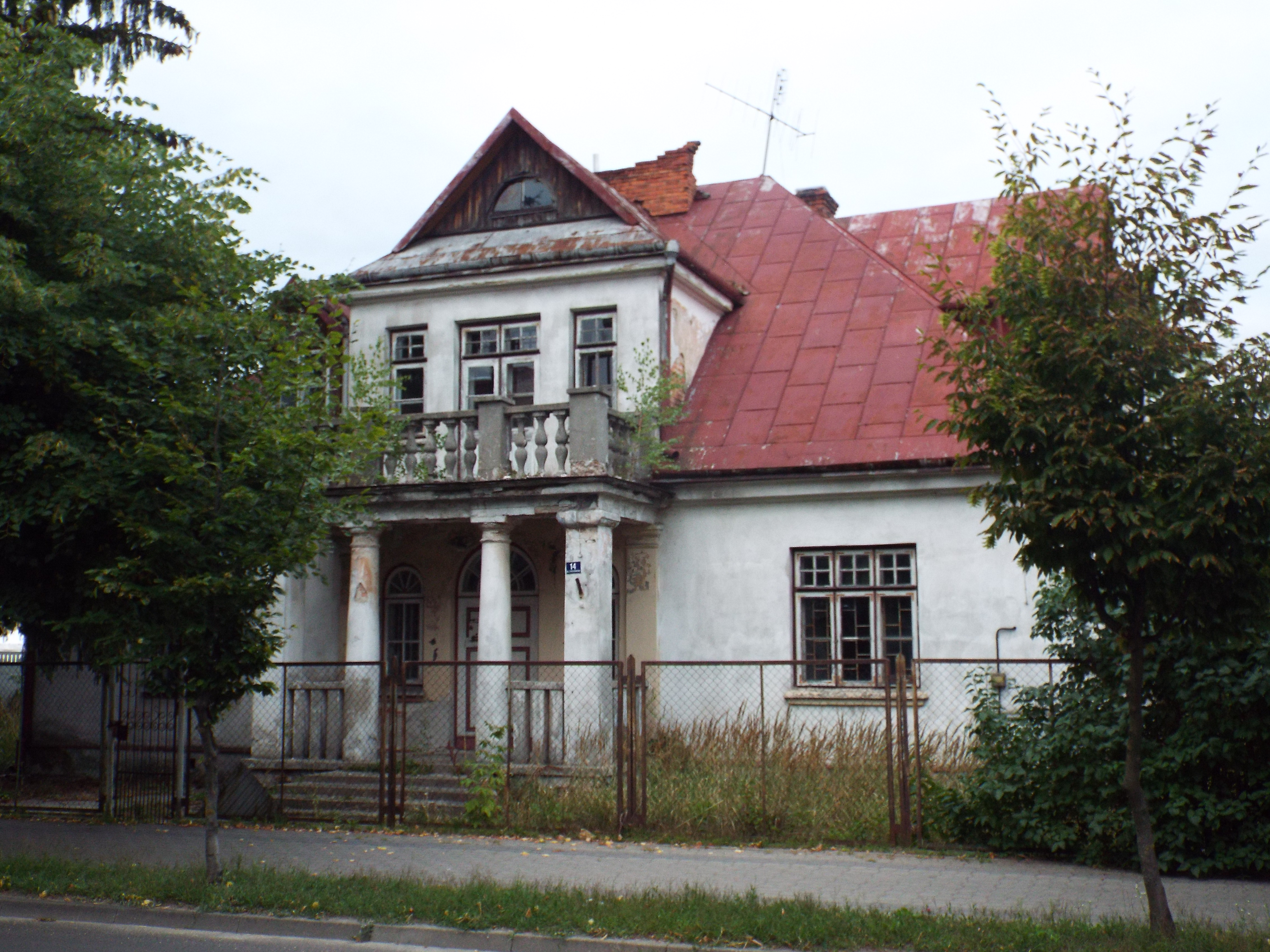
Будинок колишньої повітової комендатури MO (вул. Пілсудського, 14) — об'єкт спільної акції АК-УПА у Володаві. Фото 2019 р.

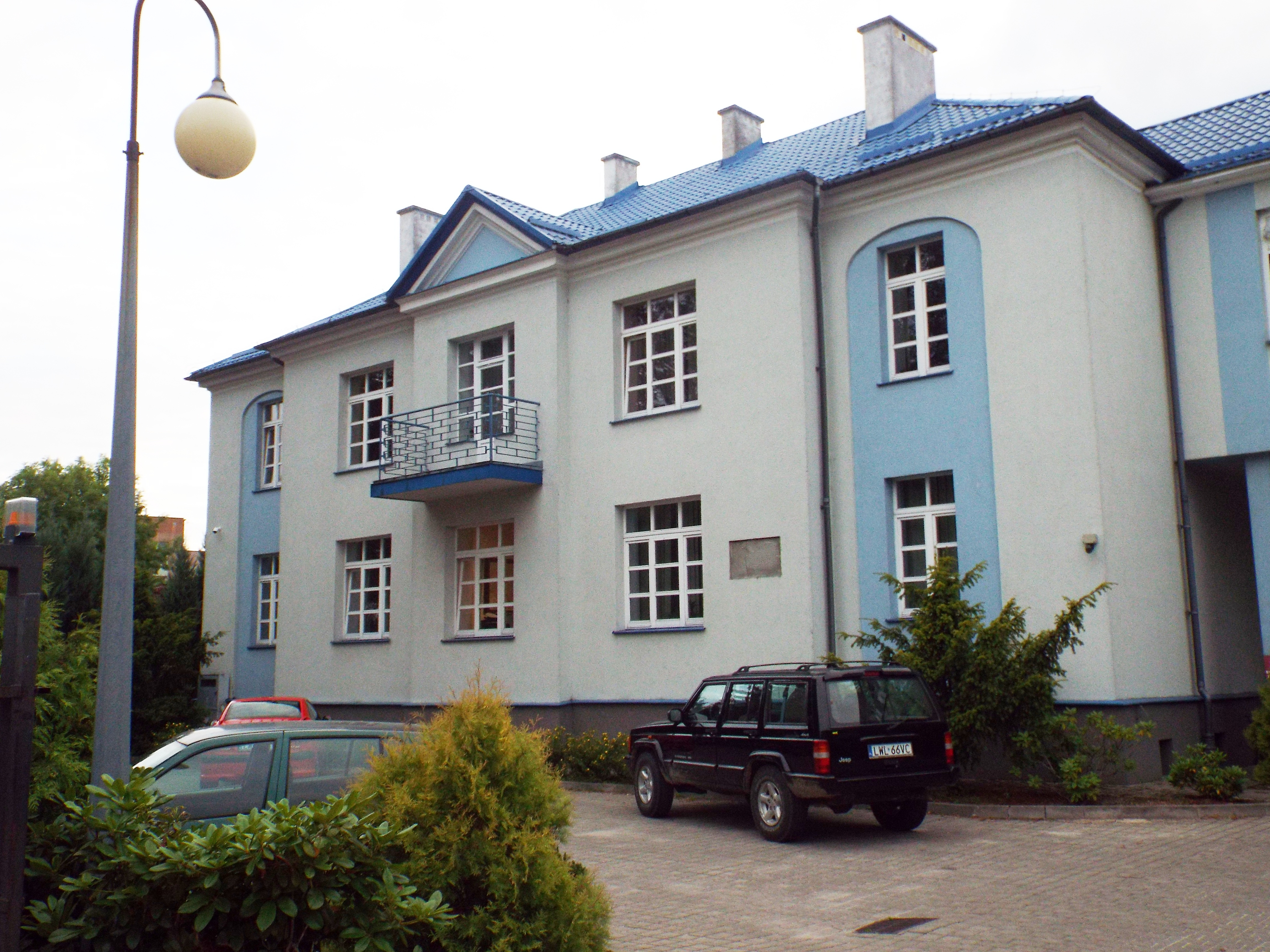
Будинок колишнього УБ у Володаві — об'єкт спільної акції АК і УПА (вул. Пілсудського, 51). Фото 2019 р.

22 жовтня 1946 року, завдяки розвідувально-організаційній співпраці польського та українського підпілля було здійснено напад на УБ в Влодаві. Вдалося вдертися в в'язницю та звільнити біля 100 в'язнів. Напад здійснив відділ ВІН Леона Трашкевича «Яструба» разом з клькома бойовиками СБ УПА. У вівторок ввечері, 22 жовтня 1946 року попередньо викрадені машини в'їхали до Володави. Тут перед ринком здійснили короткотривалу зупинку Албін Бойчук «Лев», Здислав Погоновський «Шакал» і два інших партизани зникли в мороку. Їх завданням будо зайняття та знищення телефонічної централі. Машини рушили далі. Вже на ринку, «Яструб», який їхав в першій машині побачив УБека, який йшов назустріч. Ним виявився Леон Зуб'як, один з тих, хто брав участь в облаві і його арешті в Липняку. УБ-ека застрілили в машині. Після цього колонна поїхала в напрямку повітової комендатури MO (вул. Пілсудського, 14), яку було здобуто без бою. Цьому сприяла повна несподіванка. Три машини, які під'їхали так офіціально під будинок в уяві міліціонерів могли бути лише колонною війська. ВІН-івці швидко їх роззброїли і передали під охорону семи партизанів, а машини переїхали далі під будинок УБ (вул. Пілсудського, 51). Партизани увійшли до їдальні, де обідали УБеки. «Яструб» наказав підняти руки. Один УБек втік, інших почали стріляти. Партизани увірвалися до головного приміщення, де знаходилися в'язні (переважно українці) та випустили їх. З другого поверху будівлі до партизанів полетіли гранати. В цей час польське військо прийшло на допомогу УБекам, тож партизани залишили Володаву.
Як зізнавався потім член українського підпілля Іван Беланчук, арештований УБ, у цій акції разом з польським відділом Леона Тарашкевича «Яструба» взяли участь чотири українських партизани, приділених референтом СБ 1–го району Степаном Шевчуком «Максимом». Навіщо полякам була потрібна допомога українців? Володавське УБ було єдиним на той час у Люблінському воєводстві відділом де майже 30 % особового складу становили українці, імовірно деякі з них співпрацювали з ОУН. На зламі 1945/1946 років українське підпілля мало детальні дані щодо працівників Володавського УБ, що свідчить про наявність агентури всередині цієї організації. Відповідно українці мали запобігти розстрілу своїх агентів, а також виявити та ліквідувати працюючого тут дезертира з лав ОУН В. Федченка. Дійсно, під час цього нападу Федченка було ліквідовано.
У місті розташований військовий цвинтар, де поховані солдати польської армії, які загинули у вересневій компанії 1939 року. Серед них підляські українці. Окрім того тут влаштовано символічну могилу Леона Тарашкевича «Яструба», який здійснив спільну з УПА акцію на УБ у Володаві. Між с. Сушно (Suszno) та Володавою поблизу військових кошар розташований військовий радянський цвинтар. Тут поховано 1500 військовополонених, яких німці з 1941 року утримували в тутешньому таборі, та близько 2900 радянських солдат, які загинули при форсуванні Бугу в липні 1944 року

### У часи ПНР
28 травня 1946 року польська армія провела акцію примусового виселилення українців з міста з метою їхньої депортації з Польщі до УРСР. На початку червня 1947 року в рамках операції «Вісла» розпочато депортацію у Володавському повіті. До 26 червня 1947 року на 14 автомобілях вивезено 3784 осіб з 33 населених пунктів. Під кінець 5 липня з самої Володави вивезено 28 родин. Загалом, з Володавського повіту (залізнична станція Буг Володавський) — 23 автомобілями вивезено 1855 родин (6541 особу).

### Сучасна Володава
20 листопада 2013 року у Володаві відбувся концерт з нагоди вшанування пам'яті 75-х роковин руйнування православних церков на Холмщині й Південному Підляшші. Урочистий концерт відкрив Григорій Купріянович — голова Українського товариства.

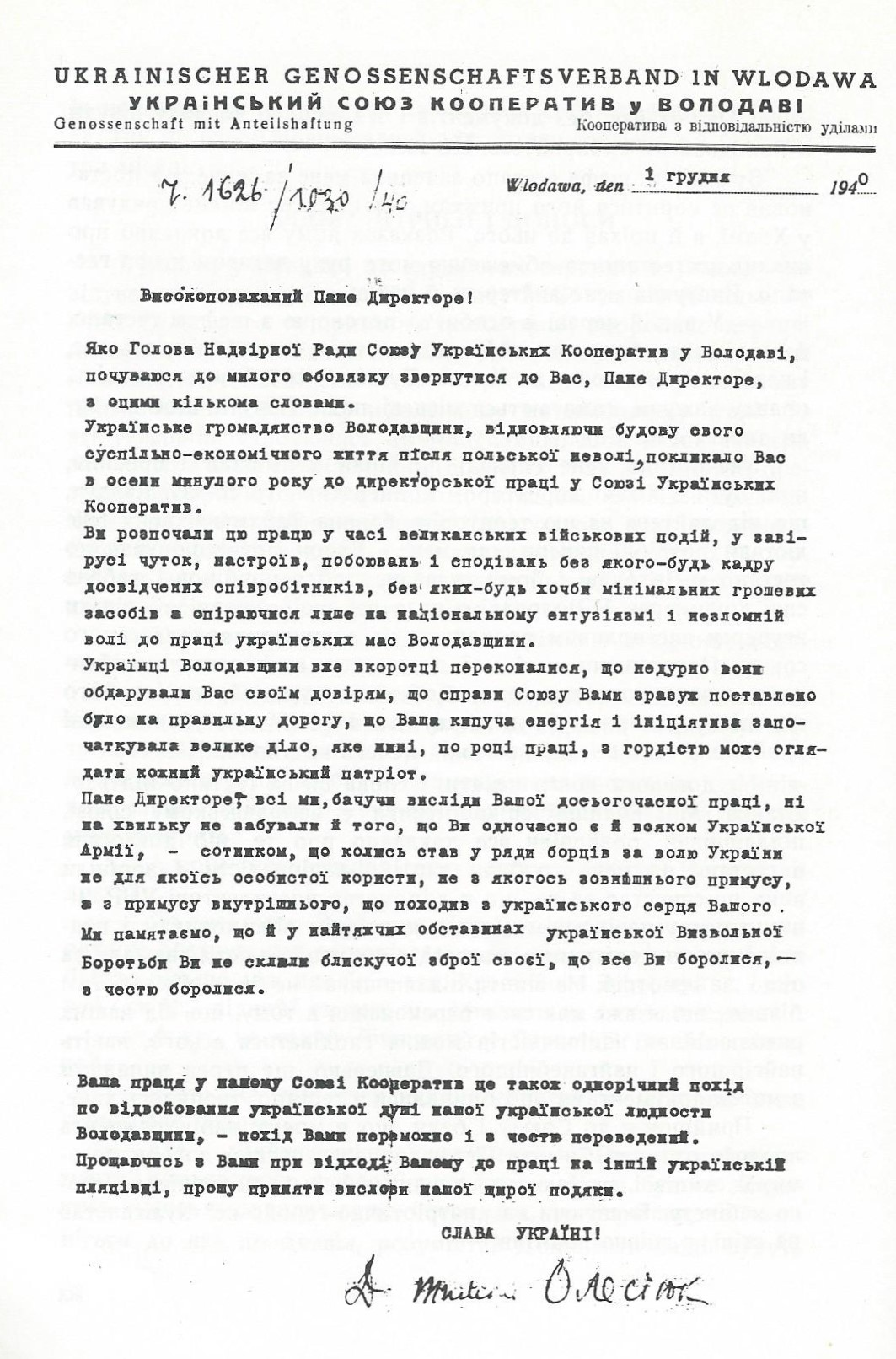
Лист Українського Кооперативного Союзу у Володаві. 1941 рік.
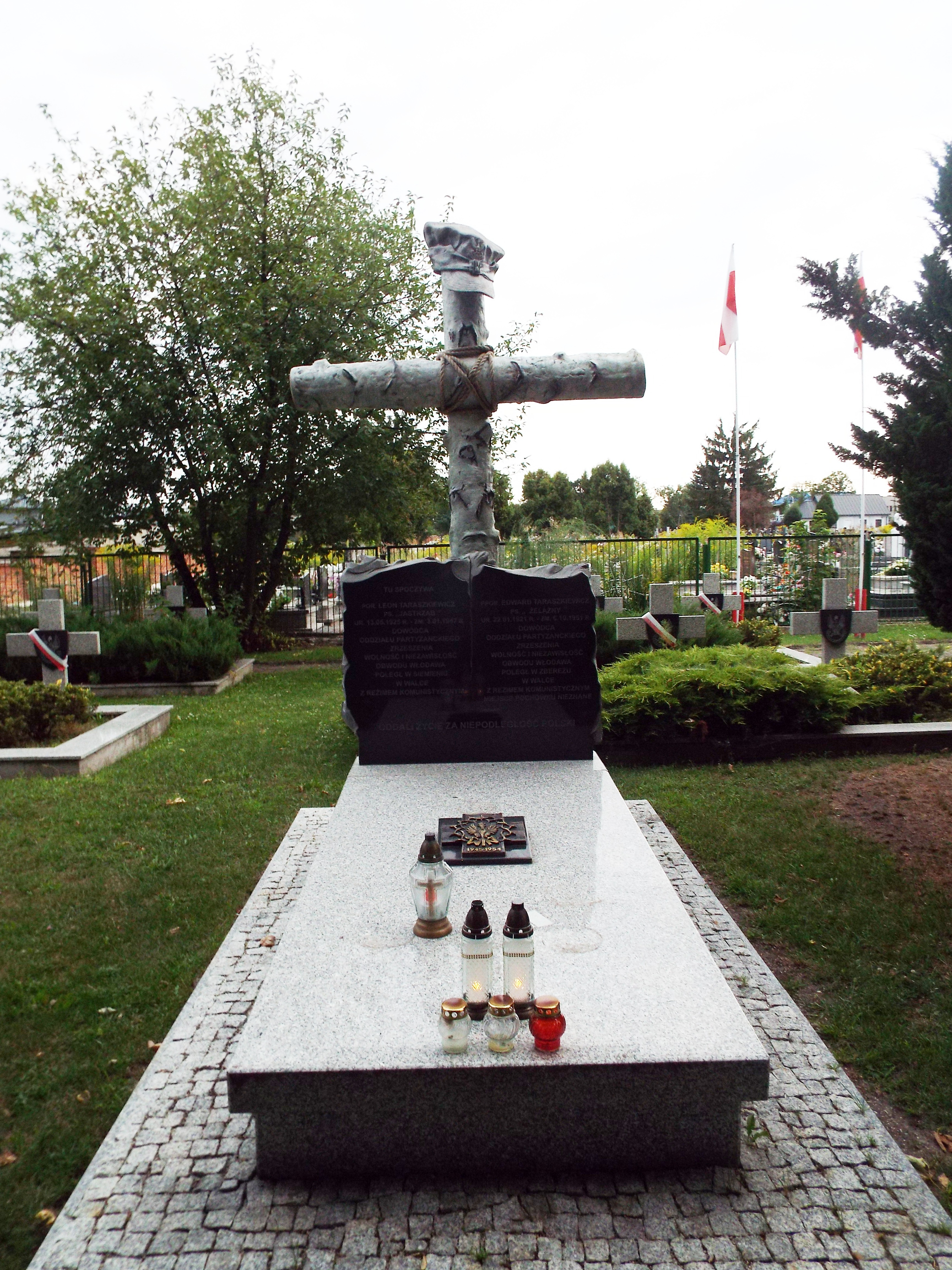
Символічна могила командира АК-ВІН Леона Терашкевича "Яструба" - учасника спільної акції з УПА на УБ у Володаві. Володава, військовий цвинтар. Фото 2019 р.
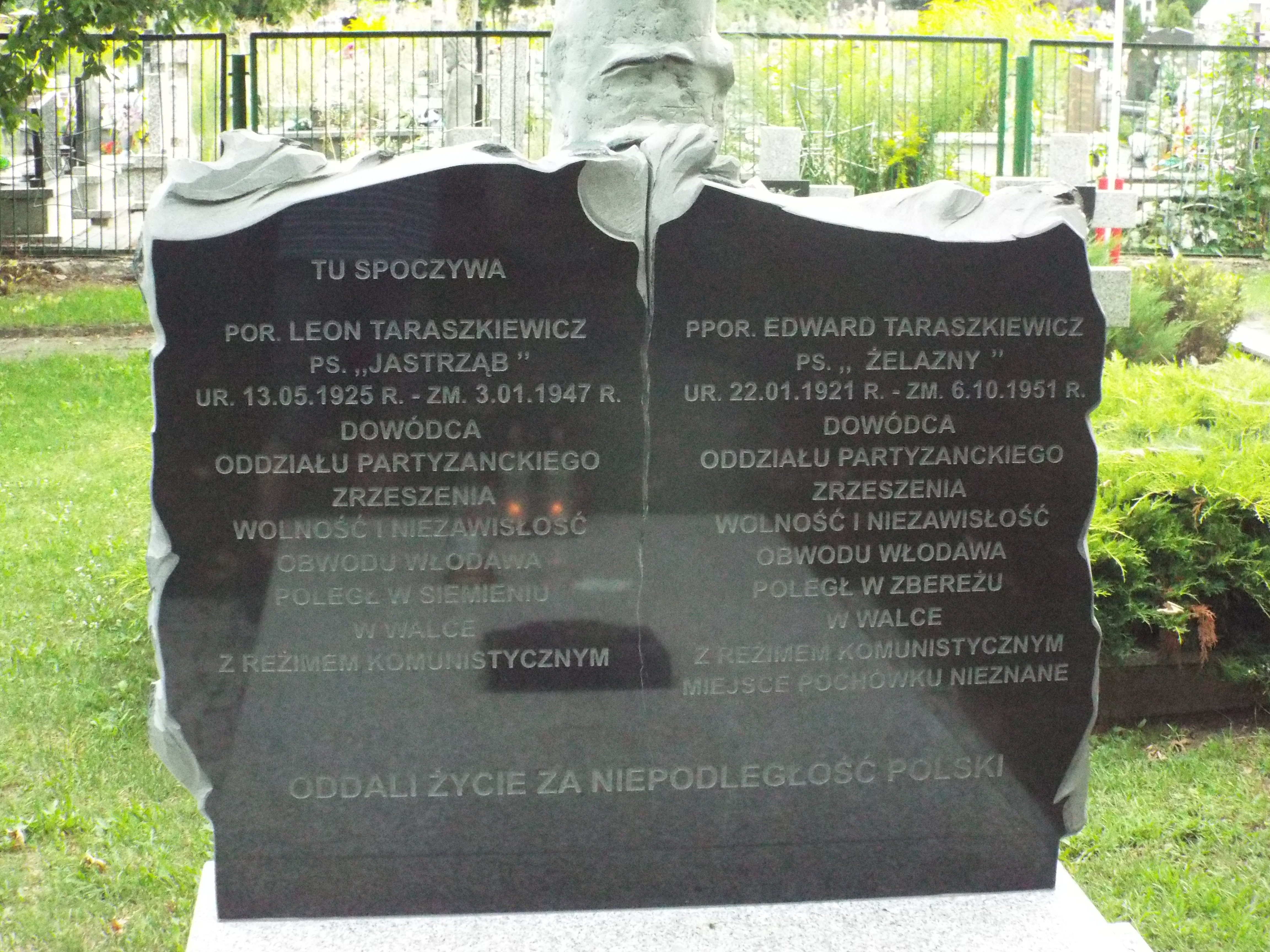
Символічна могила командира АК-ВІН Леона Терашкевича "Яструба" - учасника спільної акції з УПА на УБ у Володаві. Володава, військовий цвинтар. Фото 2019 р.

## Населення
Демографічна структура станом на 31 березня 2011 року:
|          | Загалом | Допрацездатний вік | Працездатний вік | Постпрацездатний вік |
| -------- | ------- | ------------------ | ---------------- | -------------------- |
| Чоловіки | 6647    | 1270               | 4837             | 540                  |
| Жінки    | 7151    | 1187               | 4472             | 1492                 |
| Разом    | 13798   | 2457               | 9309             | 2032                 |

## Культура
- Колишня православна церква 1842 року, нині римо-католицький костел[11]
- Православна парафіяльна церква Різдва Пресвятої Богородиці[11]
- Православна цвинтарна каплиця середини XIX століття[11]

## Відомі особи

### Народилися
- Владислав Курашкевич (1905—1997) — польський мовознавець.
- Петро Шидловський (1892—1986) — український хірург і анатом.

### Пов'язані з містом
- Прокоп Вовнюк (1900—1993) — український військовик, підстаршина армії УНР, регент в хорі церкви у Володаві.
- Михайло Дяченко (1910—1952) — український поет і діяч визвольного руху, перебував у Володаві у 1939—1940 роках, рятуючись від переслідування і репресій.
- Іван Ігнатюк (1928—2013) — український поет, фольклорист.
- Сергій Кушніренко (1913—1984) — український поет, працював учителем в українській школі у Володаві в 1940-х роках.